# Teresa Forn Munné
Teresa Forn Munné (Barcelona, 1959) és una atleta, corredora especialitzada en curses de muntanya, amb raquetes de neu, esquiadora de muntanya, i professora i tècnica esportiva catalana.
Membre del Club Esportiu 2×2 de Santpedor, i del Club Esportiu Cerdanya Pirineus, ha guanyat el Campionat d'Espanya (2001, 2002, 2005, 2009) i la Copa del Món (2003) de llarga distància.
Darrerament, ja com a corredora veterana, continua amb les curses de muntanya d'alt nivell, especialment les ultres, però també exerceix com a professora esportiva, amb classes de gimnàstica dolça i de manteniment, a grups diversos de persones a través de l'Ajuntament de Manresa i l'Associació de Veïns de la Font dels Capellans.